# Winfried Weber
Winfried Weber (* 27. März 1945 in Piesport) ist ein deutscher Christlicher Archäologe. Er war langjähriger Direktor des Bischöflichen Dom- und Diözesanmuseums in Trier.

## Leben
Winfried Weber legte am Friedrich-Wilhelm-Gymnasium in Trier sein Abitur ab und studierte an der Universität Mainz ab 1968 zunächst Geschichte und Germanistik; ab 1969 studierte er in Mainz sowie an der Universität Bonn Klassische Archäologie, Kunstgeschichte und Alte Geschichte. Er promovierte 1975 in Bonn bei Nikolaus Himmelmann mit der Arbeit Die Darstellungen einer Wagenfahrt auf römischen Sarkophagdeckeln und Loculusplatten des 3. und 4. Jahrhunderts n. Chr.
Seine weitere berufliche Karriere ist eng mit dem Bistum Trier verbunden, wo er zunächst von 1974 bis 1978 als Wissenschaftlicher Assistent des Diözesankonservators am Amt für kirchliche Denkmalpflege des Bischöflichen Generalvikariates arbeitete. Er wechselte dann 1978 an das Bischöfliches Dom- und Diözesanmuseum, wo er bis Ende 1984 ebenfalls als Wissenschaftlicher Assistent tätig war. Seit 1982 war er für die Planung des Ausstellungskonzeptes im geplanten Neubau des Museums verantwortlich. Anfang 1985 wurde er als Nachfolger von Theodor Konrad Kempf zum Direktor des Dom- und Diözesanmuseums ernannt.
Weber leitete das Museum von 1985 bis 2010 und ging dann in den Ruhestand; in seine Amtszeit fielen unter anderem Realisierung und Bezug des Neubaus an der Windstraße sowie die dortige Neueröffnung des Museums im Juni 1988. 1992 wurde Weber zusätzlich zum Diözesan- bzw. Bistumsarchäologen ernannt und übernahm damit die Verantwortung für die Bodendenkmalpflege auf kirchlichem Gelände im Bereich des Bistums Trier. Seit April 2010 nimmt er dieses Amt ehrenamtlich wahr.
Daneben hatte Weber seit 1998 einen Lehrauftrag im Fach Frühchristliche Archäologie an der Theologischen Fakultät Trier inne. Außerdem lehrte er seit 2002 als Honorarprofessor an der Universität Trier und übt seine Lehrtätigkeit dort weiterhin aus. Er veröffentlichte zahlreiche wissenschaftliche Publikationen; einer breiteren Öffentlichkeit ist er vor allem als Autor des „Baedeker“ zur Stadt Trier bekannt.
Weber forscht zu den römischen und frühmittelalterlichen Hinterlassenschaften in Trier (Augusta Treverorum) und zu den frühen christlichen Spuren in der Stadt.

## Schriften
- Die Darstellungen einer Wagenfahrt auf römischen Sarkophagdeckeln und Loculusplatten des 3. und 4. Jahrhunderts n. Chr. Bretschneider, Rom 1978, ISBN 88-85007-07-4 (Archaeologica, Band 5; zugleich Dissertation, Universität Bonn 1975).
- Die Heiligkreuzkapelle in Trier. Spee, Trier 1982, ISBN 3-87760-045-X (Treveris sacra, Band 2).
- Constantinische Deckengemälde aus dem römischen Palast unter dem Trierer Dom (= Bischöfliches Museum Trier: Museumsführer. Nummer 1). Bischöfliches Museum, Trier 1984 (2., veränderte Auflage, ebenda 1986; 3., veränderte Auflage, ebenda 1990, ISBN 3-9802385-0-4; 4., veränderte Auflage, ebenda 2000, ISBN 3-9805773-8-4).
- Denkmäler kirchlicher Kunst und Dokumente zur Geschichte der Trierischen Kirche. Kostbarkeiten aus dem Bischöflichen Dom- und Diözesanmuseum Trier (= Trier-Texte. Nummer 10). Verkehrsamt, Trier 1988.
- Baedekers Trier. Stadtführer. 3. Auflage. Baedeker, Ostfildern-Kemnat 1992, ISBN 3-87954-030-6.
- Der Domfreihof. Die Geschichte eines Platzes (= Trier-Forum für Sinnvolles Bewahren, Behutsame Erneuerung und Entwicklung der Stadt und Ihres Umlandes. Band 4). Trier-Forum, Trier 1994, ISBN 3-927628-03-4.
- Die Ausgrabungen in der Pfarrkirche St. Peter in Trier-Ehrang. Mit einem Beitrag von Hiltrud Merten (= Kataloge und Schriften des Bischöflichen Dom- und Diözesanmuseums Trier. Band 4). Bischöfliches Dom- und Diözesanmuseum, Trier 1996, ISBN 3-9802385-8-X.
- „… wie ein großes Meer“. Deckendekorationen frühchristlicher Kirchen und die Befunde aus der Trierer Kirchenanlage (= Trierer Winckelmannsprogramme. Heft 17). Philipp von Zabern, Mainz 2001, ISBN 3-8053-2862-1.
- mit Markus Groß-Morgen und Barbara Rothbrust: „Zu ewigem Gedächtnis und Lob“. Die Grabstätten der Trierer Bischöfe in Dom und Liebfrauen. Bischöfliches Dom- und Diözesanmuseum, Trier 2004, ISBN 3-9807895-5-1.
- mit Engelbert Gotthard: Butzweiler und seine Kirche. Geschichte und Geschichten. 250 Jahre Pfarrkirche St. Remigius. Trier-Verlag, Butzweiler 2009, ISBN 978-3-9810587-5-8.
- mit Michael Embach und Rainer Schwindt: Die Kirche des Bischöflichen Priesterseminars Trier. Paulinus, Trier 2009, ISBN 978-3-7902-1632-5.
- mit Klaus-Peter Goethert: Römerbauten in Trier. Porta Nigra, Amphitheater, Barbarathermen, Thermen am Viehmarkt, Kaiserthermen, Basilika, Dom und Liebfrauenkirche, Römerbrücke (= Führungsheft der Generaldirektion Kulturelles Erbe Rheinland-Pfalz. Band 20; Edition Burgen, Schlösser, Altertümer Rheinland-Pfalz). 2., veränderte und erweiterte Auflage. Schnell & Steiner, Regensburg 2010, ISBN 978-3-7954-2375-9 (die erste, knappere Auflage erschien 2003 ohne Beteiligung Webers).
- Die Anfänge der frühchristlichen Kirchenanlage in Trier. Führungsheft zu den Ausgrabungen unter dem Gebäude der Dom-Information. Paulinus, Trier 2016, ISBN 978-3-7902-1828-2.
- Die Ausgrabungen in der Kurie von der Leyen und in der Liebfrauenstraße (Südwest-Bereich). Teil 2: Die Befunde (= Die Trierer Domgrabung. Band 2,2). Bischöfliches Dom- und Diözesanmuseum, Trier 2018, ISBN 978-3-945277-02-7.